# Liechtenstein na Letnich Igrzyskach Paraolimpijskich 1988
Liechtenstein na Letnich Igrzyskach Paraolimpijskich 1988 w Seulu reprezentowało dwoje zawodników. Był to drugi występ Liechtensteinu na letnich igrzyskach paraolimpijskich (po starcie w roku 1984). 

## Wyniki

### Lekkoatletyka
Kobiety
| Zawodniczka   | Konkurencja   | Finał    | Finał   | Źródło |
| Zawodniczka   | Konkurencja   | Rezultat | Miejsce | Źródło |
| ------------- | ------------- | -------- | ------- | ------ |
| Iris Schädler | skok w dal B1 | 3,78 m   | 6       | [ 2 ]  |

### Tenis stołowy
Mężczyźni
| Zawodnik       | Konkurencja        | Faza grupowa     | Faza grupowa     | Faza grupowa     | Faza grupowa | Ćwierćfinały     | Półfinały        | Finał            | Pozycja | Źródło |
| Zawodnik       | Konkurencja        | Przeciwnik Wynik | Przeciwnik Wynik | Przeciwnik Wynik | Pozycja      | Przeciwnik Wynik | Przeciwnik Wynik | Przeciwnik Wynik | Pozycja | Źródło |
| -------------- | ------------------ | ---------------- | ---------------- | ---------------- | ------------ | ---------------- | ---------------- | ---------------- | ------- | ------ |
| Peter Frommelt | gra pojedyncza TT5 | Wong 2:1         | Barden 2:0       | Horsch 0:2       | 2            | Schmitt 1:2      | NQ               | NQ               | 5–8     | [ 3 ]  |